# Улицы Ртищева
В настоящее время в городе Ртищево насчитывается 138 улиц (ул.), 17 переулков (пер.), 2 территории (тер.), 2 проезда (пр-д) и одна площадь (пл.).

## Улицы

### 8 Марта
У́лица 8 Ма́рта — проходит от улицы Красной до улицы Железнодорожной.
Образована 26 декабря 1952 года. Застройка улицы началась в 1951 году.
Застроена двухэтажными жилыми домами. Имеет застройку только по левой стороне, при этом дома имеют чётные и нечётные номера (№): 1, 2, 3, 4, 5, 6 и 7. Правая сторона представляет собой насыпь железнодорожной ветки Шуклино — Ртищево-II.

### XXII партсъезда
У́лица XXII партсъе́зда — проходит от улицы Рябова до Пензенской улицы.
Название улице присвоено 13 января 1962 года, в честь прошедшего с 17 по 31 октября 1961 года в Москве XXII съезда КПСС.
Здания и сооружения
- по нечётной стороне:
  - № 3 — Ртищевский техникум железнодорожного транспорта
  - № 7 — детский сад № 12 «Звёздочка»
- по чётной стороне:
  - № 8 — Ртищевогазстрой
  - № 10 — Ртищевская дистанция сигнализации и связи

### 40 лет Октября
У́лица 40 лет Октября́ — проходит в северо-восточном районе города (район Свеклопункта; в конце 1950-х — начале 1960-х — рабочий посёлок Свеклопункта) от улицы Мичурина до улицы Красноармейской параллельно улицам Образцова и Яблочкова.
Образована 9 августа 1951 года. Прежнее название — у́лица Кагано́вича, в честь советского государственного и партийного деятеля, наркома путей сообщений Л. М. Кагановича. 4 июля 1957 года переименована в честь 40-й годовщины Октябрьской революции.
Улица имеет частную застройку.

### 50 лет Октября
У́лица 50 лет Октября́ — находится в центральной части города, проходит от Советской улицы до железнодорожной ветки Ртищево-I — Шуклино.
Начало застройки улицы относится к 1925 году. Прежнее название — у́лица Весёлая. Переименована 26 октября 1967 года в ознаменование 50-летия Октябрьской революции.
Улица имеет смешанную застройку.
Здания и сооружения
- по нечётной стороне:
- по чётной стороне:
  - № 4 — Отделение ГИБДД ОВД Ртищевского МР

### 50 лет Победы
У́лица 50 лет Побе́ды — проходит в восточном районе города (на территории бывшего лесопитомника) параллельно улицам Безымянной и Привольной.
Название улице присвоено 23 марта 1995 года в честь 50-летия Победы в Великой Отечественной войне.
Улица имеет частную застройку.

### 60 лет Октября
У́лица 60 лет Октября́ — находится в центральной части города, проходит от Народной улицы до восточной окраины города. Улица разделена на две части железнодорожной веткой Шуклино — Ртищево-II.
Улица начала застраиваться до 1917 года. Прежние названия: до 1923 года — у́лица Садо́вая; до 21 октября 1977 года — у́лица Заводска́я. Переименована 21 октября 1977 года в ознаменование 60-летия Октябрьской революции.
Улица имеет смешанную застройку.
Здания и сооружения
- по нечётной стороне:
  - № 1 — Дом детского творчества «Гармония»
  - № 3 — Детский сад № 4 «Колобок»
  - № 5 — Станция юных техников
  - № 181 — Ртищевская районная ветеринарная лаборатория
- по чётной стороне:
  - № 14 — Школа РОСТО

### 70 лет Октября
У́лица 70 лет Октября́ — проходит от Советской улицы до железнодорожной ветки Ртищево-I — Шуклино.
Начало застройки улицы относится к 1931 году. Прежнее название — у́лица Колхо́зная. Переименована 20 января 1988 года
в ознаменование 70-летия Октябрьской революции.

### Автодорожная
Автодоро́жная у́лица.
Застройка территории Дорожного ремонтно-строительного участка началась в конце 1960-х годов. Название улице присвоено 3 ноября 1976 года.
Улица имеет в основном частную застройку.
Здания и сооружения
- по нечётной стороне:
  - № 1 — Административное здание нефтебазы
- по чётной стороне:
  - № 2 — Административное здание ГП «Дорожник»

### Александра Матросова
У́лица Алекса́ндра Матро́сова — проходит от Сердобского проезда до улицы Котовского.
Название улице присвоено 8 декабря 1952 года в честь Героя Советского Союза Александра Матросова. 10 февраля 1997 года часть улицы была выделена в улицу Рябиновую.
Улица имеет частную застройку.

### Астраханская
Астраха́нская у́лица — проходит в северо-восточном районе города (район Свеклопункта; в конце 1950-х — начале 1960-х — рабочий посёлок Свеклопункта) от улицы Образцова до улицы карла Маркса, параллельно улицам Волгоградской и Чернышевского.
Название улице присвоено 9 августа 1951 года.
Улица имеет частную застройку.

### Аткарская
Атка́рская у́лица
Название присвоено 22 ноября 1976 года, до этого — дома станции Ртищево II. 11 декабря 1952 года посёлку в районе станции Ртищево II было присвоено название посёлок им. В. П. Чкалова.

### Балашовская
Балашо́вская у́лица
Начало застройки улицы относится к 1927 году. Прежнее название — у́лица и́мени Са́кко и Ванце́тти. Переименована в августе 1929 года.
Улица имеет частную застройку.

### Балтийская
Балти́йская у́лица
Начало застройки улицы относится к 1974 году.
Улица имеет частную застройку.

### Безымянная
Безымя́нная у́лица — находится в центральной части города, проходит от Территории мельницы до восточной окраины города. Улица разделена на три части: территорией ЦРБ и железнодорожной веткой Шуклино — Ртищево-II.
Начало застройки улицы относится к 1925 году. До 1929 года часть улицы входила в состав улицы Новой.
Улица имеет частную застройку.

### Белинского
У́лица Бели́нского — проходит в северо-восточном районе города (район Свеклопункта) от улицы Мичурина до Красноармейской улицы. Разделена на две части территорией ПУ № 12.
Улица имеет преимущественно частную застройку.

### Берёзовая
Берёзовая у́лица
Улица имеет частную застройку.

### Большая Московская
Больша́я Моско́вская у́лица — центральная улица города, проходит от улицы Советской до Саратовской улицы.
Одна из старейших улиц города, сохранившая своё дореволюционное название, упоминается в документах БТИ с 1893 года. Земля арендовалась у крестьян 2-го Ртищевского общества.
Улица имеет частную застройку. В доме № 27 располагается Ртищевская местная организация «Общество слепых» (с марта 1966 по март 1968 года в этом здании располагалась редакция газеты «Путь Ленина»).

### Весёлая
Весёлая у́лица
Улица имеет частную застройку.

### Весенняя
Весе́нняя у́лица — проходит в северо-восточном районе города (район Свеклопункта).
Название улице присвоено 6 апреля 1994 года.

### Веры Горбачёвой
У́лица Ве́ры Горбачёвой — проходит от улицы XXII партсъезда до улицы Красный Луч. Улица пересечена оврагом.
Начало застройки улицы относится к 1921 году. Прежнее название — у́лица Каза́чья. Переименована 27 февраля 1975 года в честь активной участницы антифашистского подполья в Великую Отечественную войну, казнённой в концлагере Равенсбрюк, уроженки города Ртищево Веры Васильевны Горбачёвой (1912—1944).
Улица имеет частную застройку. На доме № 49, в котором с 1929 по 1940 годы проживала В. В. Горбачёва, установлена мемориальная доска.

### Вишнёвая
Вишнёвая у́лица — проходит в северо-восточном районе города (район Свеклопункта) от улицы Мичурина.
Улица имеет частную застройку.

### Волгоградская
Волгогра́дская у́лица — проходит в северо-восточном районе города (район Свеклопункта) от улицы Образцова.
Образована 9 августа 1952 года. Прежнее название — Сталингра́дская у́лица, в честь города-героя Сталинграда. Переименована 13 января 1962 года, в связи с переименованием города.

### Володарского
У́лица Волода́рского — находится в центральной части города, проходит до улицы Рабочая Слободка.
Упоминается в документах БТИ с 1903 года. Земля арендовалась у крестьян 2-го Ртищевского общества. Прежнее название — у́лица Но́во-Нико́льская, в честь располагавшейся на ней церкви во имя святителя и чудотворца Николая. Переименована в 1923 году в честь наркома печати, пропаганды и агитации В. Володарского.
Улица имеет частную застройку.

### Восточная
У́лица Восто́чная — проходит до Мирного переулка.
Начало застройки улицы относится к 1959 году.
Улица имеет частную застройку.

### Восход
у́лица Восхо́д.
Начало застройки улицы относится к 1948 году. До июня 1994 года улица входила в состав посёлка Ртищевский (Ртищевский район) в качестве центральной усадьбы совхоза «Восход». В июне 1994 года улица была включена в состав города Ртищево.
Улица имеет частную застройку.

### Гагарина
У́лица Гага́рина — проходит в северо-восточном районе города (район Свеклопункта).
Образована 13 января 1962 года выделением из улицы улицы Образцова. Названа в честь первого в мире космонавта Ю. А. Гагарина.
Улица имеет частную застройку.

### Глинки
У́лица Гли́нки — проходит до Мирного переулка.
Улица образована 20 июня 1947 года. Прежнее название — 2-я Пито́мная у́лица. Переименована 29 ноября 1957 года в честь композитора М. И. Глинки.
Улица имеет частную застройку.

### Гоголя
У́лица Го́голя — проходит в северо-восточном районе города (район Свеклопункта) от улицы Мичурина до Красноармейской улицы параллельно улицам Некрасова и Кутузова.
Название улице присвоено 4 ноября 1952 года в честь Н. В. Гоголя.

### Горная
Го́рная у́лица
Название улице присвоено 5 января 1972 года. До 1972 года улица была частью села Ртищево. Носила неофициальное название — у́лица Краси́вка.

### Гражданская
Гражда́нская у́лица — проходит параллельно Сердобскому переезду и улице Солнечной.
Улица имеет частную застройку.

### Григорьева
У́лица Григо́рьева — проходит параллельно Балашовской улице.
Начало застройки улицы относится к 1937 году. Прежнее название — Шла́ковая у́лица. Переименована 18 мая 1978 года в честь А. П. Григорьева — борца за установление советской власти в городе Ртищево.
Улица имеет частную застройку.

### Дзержинского
У́лица Дзержи́нского — проходит от улицы Советской, параллельно улицам Советской Конституции и 70 лет Октября.
Начало застройки улицы относится к 1929 году. Прежнее название — Ма́ло-Шукли́нская у́лица. Переименована в августе 1930 года в честь Ф. Э. Дзержинского.
Улица имеет частную застройку.

### Дорожная
Доро́жная у́лица.
Название присвоено 9 ноября 1993 года.

### Западная
За́падная у́лица — проходит в юго-западном районе города.
Начало застройки улицы относится к концу 1960-х годов.
Улица имеет частную застройку.

### Заречная
Заре́чная у́лица.
Название улице присвоено 5 января 1972 года. До 1972 года улица была частью села Ртищево.
Улица имеет частную застройку.

### Зелёная
Зелёная у́лица.
Название улице присвоено 27 апреля 1950 года.
Улица имеет частную застройку.

### Зои Космодемьянской
У́лица Зо́и Космодемья́нской — проходит в юго-западном районе города.
Начало застройки улицы относится к 1957 году. Название присвоено в честь партизанки, Героя Советского Союза З. А. Космодемьянской.

### Ильича
У́лица Ильича́
Начало застройки улицы относится к 1922 году. До 1924 года представляла собой две улицы: Петровскую и Одностороннюю. В 1962 году в состав улицы были включены переулок Ильича (начало застройки — 1924 год) и часть улицы Парковской.

### Калинина
У́лица Кали́нина
Название присвоено 21 мая 1953 года. Улица имеет частную застройку.

### Калинкина
У́лица Кали́нкина
Улица в юго-западном районе Ртищева. Название присвоено 21 апреля 1955 года. Улица названа в честь Б. Т. Калинкина — Героя Советского Союза и Народного героя Югославии, уроженца города Ртищево. Улица имеет частную застройку.

### Карла Маркса
У́лица Ка́рла Ма́ркса
Проходит в северо-восточном районе города (район Свеклопункта).

### Кирова
У́лица Ки́рова
Начало застройки относится к 1914 году. Земля арендовалась у крестьян 2-го Ртищевского общества. До 1927 года улица носила имя Ново-Элеваторская. С 1927 по 7 февраля 1935 — Зиновьевская, в честь Г. Е. Зиновьева. В 1961 году часть улицы Кирова вошла в состав Малой Элеваторской улицы. Улица имеет частную застройку.

### Кленовая
Клено́вая у́лица
Улица имеет частную застройку.

### Коммунальная
Коммуна́льная у́лица
Начало застройки улицы относится к 1906 году. Земля арендовалась у Покровской церкви села Ртищево. Наименование улице присвоено в 1923 году. С 1917 по 1923 год улица Коммунальная, совместно с улицами Революционной и Степана Разина была частью улицы Поповы Выселки (до 1917 года дома на церковной земле или дома на земле причта). Улица имеет частную застройку.

### Комсомольская
Комсомо́льская у́лица
Улица в юго-западном районе Ртищева. Улица имеет частную застройку.

### Косорукова
Образована в 5 января 1972 года после присоединения села Ртищево к городу Ртищево. Неофициальное название — Левая Ольшанка (жилые дома и постройки с левой стороны реки Ольшанки до моста). До 3 марта 1976 года носила название Береговая. В честь празднования 70-летия со дня Первой русской революции 1905 года, учитывая большую революционную деятельность в 1902—1908 годах крестьянина Косорукова Алексея Ивановича, проживавшего в селе Ртищево (ныне город Ртищево), который в 1908 году погиб в ссылке на каторге, улица Береговая была переименована в улицу имени А. И. Косорукова. Улица имеет частную застройку.

### Красная
Упоминается с 1902 года. Земля арендовалась у крестьян Шуклинского и 2-го Ртищевского обществ. До 1923 года делилась на две улицы — Кладбищенскую и Владимирскую.
Здания и сооружения
- по нечётной стороне:
- по чётной стороне:
  - № 6 — Администрация МО города Ртищево и Ртищевского муниципального района, Собрание МО Ртищевского района, Отдел ЗАГС по городу Ртищево и Ртищевскому району, УСЗН Ртищевского района

### Красноармейская
Название присвоено 9 августа 1951 года. Проходит в районе Свеклопункта. Улица имеет частную застройку.

### Красный Луч
Начало застройки 1925 год. До 13 января 1962 года — посёлок Красный Луч и общественные дома жило-кооператива «Красный Луч». В 1962 году в состав улицы вошла часть улицы Парковской.

### Крупской
Начало застройки 1917 год. До 1927 года — 3-я Элеваторская улица. С 1927 до 10 мая 1960 год — улица Широкая. Улица имеет частную застройку.

### Крылова
У́лица Крыло́ва — проходит в юго-западном районе города.
Образована в апреле 1955 года. Прежнее название — у́лица Водопья́нова, в честь Героя Советского Союза М. В. Водопьянова (1899—1980). Переименована 10 октября 1957 года, согласно Указу Президиума Верховного Совета ПВС СССР от 11 сентября 1957 года, в честь И. А. Крылова.
Улица имеет смешанную застройку.
Здания и сооружения
- по нечётной стороне:
  - № 1 — НУЗ Отделенческая больница на станции Ртищево-I ОАО РЖД
  - № 9 — Православный приход святого Николая Чудотворца
- по чётной стороне:
  - № 4 — Ртищевский филиал ЗАО Элеваторхолдинг
  - № 12а — Облкоммунэнерго. Городские электрические сети г. Ртищево

### Куйбышева
Название присвоено 21 апреля 1955 году. Улица в Юго-Западном районе Ртищева.

### Кутузова
Название присвоено 9 августа 1951 году. Улица имеет частную застройку.

### Левице
У́лица Ле́вице — находится в центральной части города, проходит от Железнодорожной улицы до Безымянной улицы.
Образована 13 сентября 1965 года. С 1961 года упоминалась в проектных документах как у́лица Ле́нина, однако это название не было утверждено. Прежнее название — Па́рковский переу́лок. 5 сентября 1984 года переименована в честь 40-летия Словацкого восстания и в целях укрепления дружбы между городами-побратимами Ртищево и Левице Западно-Словацкого района.
Улица односторонняя, застроена только по левой стороне многоэтажными и двухэтажными зданиями. Большую часть правой стороны улицы занимает городской парк культуры и отдыха.
Здания и сооружения
- - № 3а — Территориальный отдел управления Роспотребнадзора по Саратовской области в Ртищево; Территориальный отдел Управления Федеральной службы по надзору в сфере защиты прав потребителей

### Ленинградская
Название присвоено 9 августа 1951 года. Проходит в районе Свеклопункта. Улица имеет частную застройку.

### Лермонтова
Начало застройки 1937 год. С 26 мая 1937 года до 29 ноября 1957 года — 3-я Железнодорожная ул. В 1938 году встречается наименование посёлок Кагановича 3-я Железнодорожная улица. Улица имеет частную застройку.

### Лесная
Название присвоено 5 января 1972 года. До этого улица села Ртищево (первая улица с левой стороны р. Ольшанки за мостом). Улица имеет частную застройку.

### Лесопитомник
Жилые дома лесопитомника. Начало застройки 1933 год. Улица имеет частную застройку.

### Летняя
Улица имеет частную застройку.

### Локомотивная
До 13 января 1962 года часть улицы Чайковского. Рассмотрев материал и ходатайство граждан о присвоении наименований улиц с целью упорядочения в обслуживании населения города:
Переименовать:
г) ул. Чайковского с дополнительными номерами домов с литерами — в ул. Локомотивную
Улица имеет частную застройку.

### Ломоносова
Улица имеет частную застройку.

### Луговая
Улица имеет частную застройку.

### Льва Толстого
Начало застройки 1931 год. До 1940 — ул. Будённого. С 1940 до 10 октября 1957 — ул. 1-я Будённая. 15 марта 1999 г. часть улицы выделили в пер. Льва Толстого. Улица имеет частную застройку.

### Максима Горького
Упоминается с 1916 г. Земля арендовалась у крестьян 1-го Ртищевского общества. До августа 1929 — ул. Задворная.

### Малая Московская
Упоминается с 1898 г. Земля арендовалась у крестьян 2-го Ртищевского общества.
Здания и сооружения
- по нечётной стороне:
  - № 21 — Управление Пенсионного фонда России в Ртищевском районе; Управление Федеральной службы России по контролю за оборотом наркотиков в Саратовской области
  - № 23 — Межрайонная инспекция № 5 Федеральной налоговой службы по Саратовской области
- по чётной стороне:

### Малая Элеваторская
Упоминается с 1907 г. Земля арендовалась у крестьян 2-го Ртищевского общества. До 1927 г. — 2-я Элеваторская ул. В 1927-61 гг. часть улицы входила в состав Зиновьевской (Кирова) ул.

### Маяковского
С 20 июня 1947 г. по 29 ноября 1957 — 4-я Железнодорожная ул. Улица имеет частную застройку.

### Мичурина
Название присвоено 9 августа 1951 г. Проходит в районе Свеклопункта.

### Молодёжная
Возникла в 1959 г. Улица в Юго-Западном районе Ртищева. Улица имеет частную застройку.

### Мостовая
Упоминается с 1897 г. Земля арендовалась у крестьян 1-го Ртищевского общества. В августе 1929 г. часть улицы переименовали в ул. им. Ворошилова (Чехова).

### Мясокомбинат
Начало застройки до 1917 г. До ? г. — жилые дома на территории мясокомбината.
Здания и сооружения
- по нечётной стороне:
  - № 1а — ЦСОН Ртищевского района
- по чётной стороне:

### Народная
Упоминается с 1914 г. Земля арендовалась у крестьян Шуклинского общества. До 1922 — ул. Гимназическая. В доме № 1а располагается Ртищевский объединённый городской военный комиссариат.

### Некрасова
Возникла в 1957 г. Проходит в районе Свеклопункта.

### Новая
Упоминается с 1906 г. Земля арендовалась у крестьян Шуклинского общества. В 1929 г. часть улицы вошла в состав Безымянной ул. Улица имеет частную застройку.

### Новослободская
Образована в 5 января 1972 года после присоединения села Ртищево к городу Ртищево. До этого ул. с. Ртищево (вторая ул. с левой стороны р. Ольшанки). Улица имеет частную застройку.

### Образцова
Проходит в северо-восточном районе города (район Свеклопункта).

### Овражная
Начало застройки 1923 г. До 23 марта 1924 — Дубовая ул. С марта 1924 до марта 1929 — Ленинская (Ленина) ул. 15 марта 1999 г. часть улицы выделили в Приовражный пер. Улица имеет частную застройку.

### Октябрьская
Упоминается с 1902 г. Земля арендовалась у крестьян 2-го Ртищевского общества. До 1922 г. — ул. Монопольская. Застроена многоэтажными зданиями.

### Островского
Проходит в северо-восточном районе города (район Свеклопункта).

### Павлика Морозова
Улица в юго-западном районе Ртищева. Улица имеет частную застройку.

### Парковская
Упоминается с 1907 г. Земля арендовалась у крестьян 1-го Ртищевского общества. В 1962 часть улицы вошла в состав ул. Ильича, а часть улицы Ильича — в состав Парковской ул. Улица имеет частную застройку.

### Пензенская
Начало застройки 1927 г.

### Первомайская
Начало застройки 1929 г. Улица имеет частную застройку.

### Песчаная
Образована в 6 июня 1957 года после присоединения посёлка Благодатка к городу Ртищево. Улица имеет частную застройку.С речкой Ольшанкой.

### Пионерская
Возникла в 1959 г. Улица в юго-западном районе Ртищева. Улица имеет частную застройку.

### Питомная
Начало застройки 1938 г. С 31 августа 1938 до 1946 — ул. Питомник. С 1946 до 1947 — ул. Питомная. С 1947 до 29 ноября 1957 — 1-я Питомная ул. Улица имеет частную застройку.

### Победы
Возникла в 1975 г. Улица в юго-западном районе Ртищева. Застроена многоэтажными зданиями.

### Полевая
Начало застройки 1921 г. До 1923 — 2-я Садовая ул. В 1929 г. часть улицы переименована в ул. Сталина (см. Садовая). 16 мая 1935 г. поступило заявление жителей улицы о переименовании её в ул. Чернышевского. В заявлении было отказано «ввиду того, что Полевая ул. имеет хорошее содержание названия».

### Привольная
Название присвоено 23 марта 1995 г. Улица имеет частную застройку.

### Пригородная
Образована в 17 сентября 1980 года после присоединения посёлка Рунич к городу Ртищево. Улица имеет частную застройку.

### Прилинейная
Начало застройки 1951 г. Название присвоено 9 августа 1951 г. Улица имеет частную застройку.

### Пролетарская
Упоминается с 1903 г. Земля арендовалась у крестьян 2-го Ртищевского общества. До 1922 — ул. Дворянская. Застроена многоэтажными зданиями.

### Пугачёвская
Упоминается с 1901 г. Земля арендовалась у крестьян Шуклинского общества. До 1923 — Старо-Почтовая ул.

### Пушкина
Начало застройки 1936 г. Название присвоено 5 октября 1936 г.

### Рабочая
Возникла в 1959 г.

### Рабочая Слободка
Начало застройки 1903 г. Земля арендовалась у Покровской церкви с. Ртищево. Название улице присвоено в 1923 г. Улица имеет частную застройку.

### Радищева
Начало застройки 1889 г. Название улице присвоено 13 января 1962 г. До 1962 — дома НГЧ; дома по Аллейке; железнодорожные общественные дома. В 1962 г. в состав улицы вошла часть ул. Летний Сад. Рассмотрев материал и ходатайство граждан о присвоении наименований улиц с целью упорядочения в обслуживании населения города:
Присвоить наименования:
в) улице, идущей параллельно Саратовской (дома НГЧ) — ул. им. Радищева

### Рахова
Возникла в 1967 г. Застроена двух этажными зданиями и частная застройка

### Революционная
Начало застройки 1899 г. Название улице присвоено в 1923 г. В 1917—1923 гг. — Поповы Выселки ул. Земля арендовалась у Покровской церкви с. Ртищево (Церковная земля; земля причта). Улица имеет частную застройку.

### Российская
Название присвоено 9 ноября 1993 г. Проходит в северо-восточном районе города (район Свеклопункта). Улица имеет частную застройку.

### Русская
Образована в 2001 году.

### Рябиновая
До 10 февраля 1997 часть улицы А. Матросова. Улица имеет частную застройку.

### Рябова
Упоминается с 1898 г. Земля арендовалась у крестьян 1-го и 2-го Ртищевских обществ. До августа 1929 улица делилась на три части: до отрога оврага — ул. Элеваторская, между оврагами — Большая Элеваторская ул., от второго отрога оврага и до конца — ул. Старо-Элеваторская. С августа 1929 и до 26 октября 1967 — ул. Большая Элеваторская. В ознаменовании 50-летия Великой Октябрьской социалистической революции переименовать следующие улицы города: Б. Элеваторскую — в ул. им. Рябова В. Т.

### Садовая
Начало застройки 1923 г. До августа 1929 г. часть ул. Полевой. С августа 1929 до 27 ноября 1961 — ул. Сталина (Сталинская). 25 ноября 1961 г. вынесено решение собрания граждан ул. им. Сталина о переименовании улицы. 27 ноября Исполком принял предложение о переименовании и присвоил наиме¬нование улице «Садовая».Частный сектор.

### Саратовская
Упоминается с 1912 г. Земля арендовалась у крестьян 2-го Ртищевского общества. В августе 1929 г. в состав улицы была включена Малая Железнодорожная ул. (упоминается с 1903 г.).
Здания и сооружения
- по нечётной стороне:
- по чётной стороне:
  - № 22 — Ртищевский отдел Управления Федеральной регистрационной службы по Саратовской области

### Свердлова
Название присвоено 21 апреля 1955 г. Улица в юго-западном районе Ртищева. Улица имеет частную застройку.

### Светлая
Название присвоено 9 ноября 1993 г. Проходит в северо-восточном районе города (район Свеклопункта). Улица имеет частную застройку.

### Севастопольская
Название присвоено 9 августа 1951 г. Проходит в северо-восточном районе города (район Свеклопункта). Улица имеет частную застройку.

### Северная
Начало застройки 1925 г. До 13 января 1962 г. — пер. Красный Луч. До 1957 г. часть улицы входила в состав ул. Фрунзе. Рассмотрев материал и ходатайство граждан о присвоении наименований улиц с целью упорядочения в обслуживании населения города:
Переименовать:
в) переулок Красного Луча — в ул. Северную Улица имеет частную застройку.

### Сердобский тупик
Начало застройки 1929 г. 27 июня 1967 г. поступило заявление жителей улицы о переименовании её в ул. Вл. Комарова.

### Советская
Сове́тская у́лица — начинается в центральной части города от Железнодорожной улицы и проходит до выезда из города. Улица разделена на две части железнодорожной веткой Ртищево-I — Шуклино.
Упоминается в документах БТИ с 1894 года. Земля арендовалась у крестьян 2-го Ртищевского и Шуклинского обществ. Прежнее название — улица Сергиевская (или Святого Сергия), в честь Сергия Радонежского. Переименована в 1922 году.
В 1961 году в состав улицы вошёл Советский переулок, который начал застраиваться до 1917 года.
Улица имеет смешанную застройку.
Здания и сооружения
- по нечётной стороне:
  - № 1 — Детская школа искусств
  - № 3 — Редакция газеты «Перекрёсток России»
  - № 15 — Детский сад № 11 «Золотой петушок»
  - № 19 — Мировой судья, участок № 1; Редакция газеты «Коммерческая информационная служба»
- по чётной стороне:
  - № 10 — ОВД Ртищевского района
  - № 18/1 — КБ «Партнёрбанк» (ныне закрыт)
  - № 20 — Комитет по охране окружающей среды; Ртищевский филиал экологического фонда; Управление Федеральной миграционной службы России по Саратовской области в городе Ртищево; ЕРКЦ; «Теплотехник»
  - № 22 — ООО «Хлебзавод № 1 Ртищево»; Ртищевское отделение Саратовской газовой компании
  - № 30 — Средняя общеобразовательная школа № 2
  - № 70 — Ртищевский Агропромснаб

### Советской Конституции
Начало застройки 1924 г. До августа 1929 г. Ново-Шуклинская ул. С августа 1929 до 21 октября 1977 — Шуклинская ул.

### Солнечная
Улица имеет частную застройку.

### Спортивная
Образована в 5 января 1972 года после присоединения села Ртищево к городу Ртищево. До этого ул. Соколка с. Ртищево (односторонняя улица у школы). Улица имеет частную застройку.

### Степана Разина
Начало застройки 1902 г. Земля арендовалась у Покров¬ской церкви с. Ртищево. Наименование улице присвоено в 1923 г. (до 1937 — ул. Стеньки Разина). Улица имеет частную застройку.

### Степная
Название присвоено 16 июня 1994 г. Проходит в северо-восточном районе города (район Свеклопункта). Улица имеет частную застройку.

### Строителей
Проходит в северо-восточном районе города (район Свеклопункта). Улица имеет частную застройку.

### Суворова
Начало застройки 1938 г. С 29 мая 1938 до 29 ноября 1957 — ул. Роща Красный Луч. Улица имеет частную застройку.

### Тараса Шевченко
Улица имеет частную застройку.

### Телеграфная
Упоминается с 1899 г. Земля арендовалась у крестьян 2-го Ртищевского общества. Полностью снесена в 1996 г. В 2000 г. на улице сдан в эксплуатацию -кв. дом. Застроена многоэтажными зданиями.

### Фабричная
Название присвоено 3 ноября 1976 г. До этого дома на территории птицефабрики.

### Фрунзе
Начало застройки 1929 г. До 29 ноября 1957 — ул. Красный Луч. Улица имеет частную застройку.

### Цепулина
Упоминается с 1907 г. Земля арендовалась у крестьян Шуклинского общества. До 12 октября 1981 — Пристанская ул. Дом № 1 напро¬тив бывшей Прыгунковой пристани

### Циолковского
20 апреля 1960 — присвоить наименование улице, вновь строящейся в р-не Заготзерно — им. Циолковского Улица в юго-западном районе Ртищева. Улица имеет частную застройку.

### Чайковского
Начало застройки 1940 г. С 1940 до 10 октября 1957 — ул. 2-я Будённая. 13 января 1962 г. часть улицы с дополнительными литерными но¬мерами домов переименовали в ул. Локомотивную. Улица имеет частную застройку.

### Чапаева
Начало застройки 1940. Улица имеет частную застройку.Названа улица в честь Чапаева 

### Чернышевского
Название присвоено 9 августа 1951 г. Проходит в северо-восточном районе города (район Свеклопункта). Улица имеет частную застройку.

### Чехова
Начало застройки 1897 г. Земля арендовалась у крестьян 1-го Ртищевского общества. До августа 1929 г. часть ул. Мостовой. С августа 1929 до 10 октября 1957 — ул. Ворошилова (Ворошиловская). Переименована в соот¬ветствии с Указом ПВС СССР от 11 сентября 1957 г. Улица имеет частную застройку.

### Чкалова
Название присвоено 21 апреля 1955 г. Улица в юго-западном районе Ртищева.

### Щорса
Название присвоено 9 августа 1951 г. Проходит в северо-восточном районе города (район Свеклопункта). Улица имеет частную застройку.

### Электровозная
Название присвоено 22 ноября 1976 г. До этого — дома ст. Ртищево II.

### Южная
До 13 января 1962 г. — 2-я Советская (Советская) ул. Рассмотрев материал и ходатайство граждан о присвоении наименований улиц с целью упорядочения в обслуживании населения города:
Переименовать:
а) вторую Советскую улицу в ул. Южную Улица имеет частную застройку.

### Яблочкова
Название присвоено 9 августа 1951 г. Проходит в северо-восточном районе города (район Свеклопункта). Улица имеет частную застройку.

### Ярославская
Улица имеет частную застройку.

## Переулки

### 1-й Садовый
Переулок имеет частную застройку.

### 2-й Садовый
Переулок имеет частную застройку.

### Ветеринарный
Переулок имеет частную застройку.

### Вокзальный
Переулок имеет частную застройку.

### Демьяна Бедного
Переулок имеет частную застройку.

### Льва Толстого
Переулок имеет частную застройку.

### Максима Горького
Переулок имеет частную застройку.

### Мирный
Переулок имеет частную застройку.

### Мостовой
Переулок имеет частную застройку.

### Приовражный
Переулок имеет частную застройку.

### Ртищевский
Переулок имеет частную застройку.

### Сердобский
Переулок имеет частную застройку.

### Товарный
Переулок имеет частную застройку.